# بایبل هیل، نوا اسکوشیا
بایبل هیل، نوا اسکوشیا (به انگلیسی: Bible Hill, Nova Scotia) یک منطقهٔ مسکونی در کانادا است که در شهرستان کالچستر، نوا اسکوشیا واقع شده‌است. بایبل هیل ۸٬۹۱۳ نفر جمعیت دارد.